# リンボ (映画)
『リンボ』（原題：智歯、英題：Limbo）は、2021年の香港映画。監督はソイ・チェン。主演はラム・カートン、リウ・ヤースー。
第34回東京国際映画祭「ガラ・セレクション」上映作品。

## あらすじ
香港のスラム街で起こる猟奇的連続殺人事件の犯人を追う刑事を、モノクロ映像で描いた重厚な香港ノワール。

## キャスト
- - ラム・カートン
- - リウ・ヤースー
- - メイソン・リー
- - 池内博之

## 受賞
2022年の第 40 回香港電影金像奨では脚本・撮影・美術・主演女優賞（リウ・ヤースー）・助演女優賞（フィッシュ・リウ）の５冠に輝いた。